# Vaterpolo na Azijskim igrama 1951.
Vaterpolo je bio jedan od športova na prvim Azijskim igrama u New Delhiju 11. ožujka 1951. Dvije momčadi sudjelovale su na turniru: Indija i Singapur.

## Turnir
| Indija | 6 : 4 | Singapur |

## Osvajači medalja
|          | Zlato                                                                            | Srebro |
| -------- | -------------------------------------------------------------------------------- | --- |
| Muškarci | Indija G. Rattansey Ganesh Das D. Daver I. Mansoor Jahar Ahir R. Dean Kanti Shah | Singapur Kee Soon Bee Tan Hwee Hock Lionel Chee Ho Kian Bin Keith Mitchell Wiebe Wolters Tan Wee Eng Barry Mitchell Sim Boon Hoon |

## Vanjske poveznice
- (engl.) Izvještaj o prvim Azijskim igrama u New Delhiju  Arhivirana inačica izvorne stranice od 11. srpnja 2011. (Wayback Machine)